# Curt A. Engel
Curt Albert Otto Engel (* 24. April 1901 in Klotzsche-Königswald, heute ein Teil von Dresden, Deutsches Reich; † 31. Juli 1977 in Hamburg) war ein deutscher Regisseur von Dokumentar-, Puppen- und Industriefilmen.

## Leben und Wirken
Der Sohn des Papierwarenkaufmanns Albert Ernst Eduard Engel und dessen Frau Ottilie Marie Zschocke erhielt zunächst eine künstlerische Ausbildung am Königlichen Schauspielhaus Dresden und besuchte anschließend die Staatliche Akademie für Kunstgewerbe, wo er sich von Alexander Baranowsky handwerklich fortbilden ließ. Die erste Berufsanstellung erfuhr der Sachse von 1924 bis 1926 als Bühnenbildner am deutschsprachigen Theater von Teplitz-Schönau (Tschechoslowakei). 1927 stieß Curt Engel zum Film und wurde von der sächsischen Produktionsfirma Boehner-Film als Regisseur verpflichtet. Nach eigener Aussage will Engel für diese kleine Gesellschaft, der er nahezu durchgehend zeitlebens verbunden blieb, bis 1960 über 1000 zumeist kurze Kultur- und Werbefilme hergestellt haben, darunter anfänglich die sächsische Heimat vorstellende Arbeiten wie Die Barockstadt Dresden (1936) und Land und Leute im Erzgebirge und Vogtland (1937). Während des Zweiten Weltkriegs produzierte man aber auch das „Deutschtum“ in den annektierten Gebieten preisende Streifen wie Streifzug durchs Sudetenland (1940). Bei einem Teil dieser Filme war Engel nicht nur als Regisseur, sondern bisweilen auch als Drehbuchautor und Schnittmeister tätig.
Kurz vor Kriegsende erweiterte Engel sein Berufsspektrum und inszenierte fortan zeitweise, anstatt ideologisch unterfütterte Dokumentationen, vor allem Puppentrickfilme für Kinder, überwiegend in Zusammenarbeit mit den Hohnsteiner Puppenspielen. So entstanden Werke wie Kasperle im Urwald (1944), Das Zauberbuch (1949), Kaspers Reise um die Welt (1950) und Kasper gibt Vollgas (1951). Die produzierende Dresdner Boehner-Film wurde zwischenzeitlich (1946) von den Kommunisten enteignet und in die DEFA-Produktion Sachsen eingegliedert; daraus ging das DEFA-Studio für Trickfilme hervor.
Die filmlose Zeit 1945 bis 1948 überbrückte Curt Engel mit einer Anstellung als Bühnenbildner und Chefausstatter des Stadttheaters Meißen. 1948 entschloss sich Engel dazu, die Ostzone zu verlassen, und siedelte sich in Hamburg an. Hier realisierte er kurzzeitig auch Kinderfilme für die Förster-Film. 1949 gründete sein alter Arbeitgeber Fritz Boehner seine Firma in Erlangen neu und verpflichtete Engel wiederum als einen seiner zentralen Regisseure. Für die sowohl in Hamburg als auch in Erlangen eingeschriebene Produktionsstätte drehte Engel eine Fülle von meist kurzen oder mittellangen Dokumentar- und Industriefilmen, die Titel trugen wie Entstehung und Gewinnung von Erdöl und Ein Gummireifen entsteht (beide 1952) sowie Ein Wagen und sein Werk (über die Herstellung eines VW-Käfers in Wolfsburg, 1953), seine wohl bekannteste Arbeit. Bei derlei Streifen arbeitete Engel ausschließlich mit Musikunterlegung und ohne Dialoge oder Texten eines Off-Sprechers. Nach Boehners Tod wurde Engel 1959 Mitgesellschafter der Boehner-Film KG, blieb aber in erster Linie Regisseur und Autor. 1965, kurz vor Erreichung des Rentenalters, stellte Curt A. Engel, der im Rahmen von Festspielen (1938 in Como und 1951 auf der Biennale in Venedig) für seine Arbeiten auch ausgezeichnet worden war, seine filmische Tätigkeit ein.

## Filmografie (kleine Auswahl)
Dokumentarfilme, wenn nicht anders angegeben:
- 1928: Großfeuer! Menschenleben in Gefahr!
- 1930: Milch gibt Kraft und Gesundheit
- 1933: Sachsen, wie es wirklich ist
- 1934: Wir blenden auf!
- 1935: Leipzig, das Tor der Welt
- 1936: Die Barockstadt Dresden
- 1937: Reisen im schönen Deutschland
- 1937: Burgen im Meißner Land
- 1937: Messestadt Leipzig
- 1938: Pfälzer Land und Moselfahrt
- 1938: Wir fahren nach Amerika (Reisefilm mit Spielhandlung)
- 1939: Die gläserne Fabrik
- 1939: Ruppke Fabrikbesitzer!
- 1940: Fahrende Stadt
- 1940: Streifzug durchs Sudetenland
- 1941: Wir meistern das Leben
- 1941: Wie weggeblasen!
- 1942: O Täler weit, o Höhen
- 1943: Hochzeit in der Schwalm
- 1943: Seefahrer von Morgen
- 1944: Kasperle im Urwald (Puppenfilm)
- 1944: Der fliegende Koffer
- 1945: Die Spielzeugschachtel
- 1949: Das Zauberbuch (Puppenfilm)
- 1950: Kaspers Reise um die Welt (Puppenfilm)
- 1951: Kasper gibt Vollgas (Puppenfilm)
- 1951: Geld, das Segen bringt
- 1952: Entstehung und Gewinnung von Erdöl
- 1952: Ein Gummireifen entsteht
- 1953: Ein Wagen und sein Werk
- 1954: Tradition und Fortschritt
- 1955: Die verschwundene Stadt – Dresden
- 1955: Die leuchtende Stadt
- 1955: Die Lausitz
- 1956: Reelle Chancen
- 1957: Draußen auf den Straßen
- 1957: Bei Rodenstock
- 1958: Hohe Schaar
- 1959: Ferien vom Alltag
- 1959: Weltstädte im Banne des Verkehrs
- 1960: Machen Sie es doch so
- 1961: Das Aluminium-Mantelkabel – Ein Erfolgsbericht
- 1962: Operation Stadtbahn
- 1964: Verwandlung und Krise des Zeitalters
- 1964: Land in neuer Hand
- 1965: Mitten in Europa
- 1965: Auch das gibt’s in Deutschland